# Pavillon royal (Aldershot)
Le Pavillon royal aussi connu comme le Pavillon de la Reine est une résidence royale située à Aldershot dans le Hampshire. Résidence la plus modeste de toutes, elle est construite par George Myers sous la forme d'une structure en bois en 1855 pour la reine Victoria et le prince Albert pour être utilisée par les membres de la famille royale lorsqu'ils sont à Aldershot pour assister à des revues militaires et à d'autres événements. Située sur la route de Farnborough, en face de l'ancienne caserne de cavalerie, à proximité se trouvent l'église royale de la garnison et la statue de Wellington. Elle est démontée au début des années 1960. Aujourd'hui l'emplacement abrite le parc des bureaux du Pavillon royal.

## Histoire
Avant l'établissement du « Camp d'Aldershot », l'armée britannique ne dispose pas d'un camp permanent unique pour former des troupes à grande échelle. Le Prince Albert réalise que la formation et les ressources de l'armée britannique sont défavorable comparées à certaines armées européennes et fait pression pour que quelque chose soit fait. En 1852, à la suite du décès du duc de Wellington, un groupe de réformateurs, comprenant le prince Albert, forme une alliance visant à améliorer la formation de l'armée. En conséquence, plusieurs milliers d'acres de bruyère à Aldershot son achetées en vues d'établir un camp militaire permanent dans la région.
Comme la reine Victoria et le prince Albert montrent un vif intérêt pour la création et le développement d'Aldershot comme ville de garnison, le 2 avril 1854, le prince Albert, accompagné de Lord Hardinge, du Major Général Frederick Smith et du lieutenant Nicholson, inspecte plusieurs sites de la région d'Aldershot avant de sélectionner une petite colline surplombant la Long Valley et le Caesar's Camp. Le prince Albert donne pour instruction au lieutenant Nicholson de parcourir le site approuvé en laissant tomber des bâtons d'un tas de petits pois pour  marquer les limites du futur Pavillon.
En 1855, le Pavillon royal est construit par George Myers, l'un des entrepreneurs impliqués dans la construction du camp militaire voisin, en tant que résidence temporaire dans le style d'un pavillon de bois. Myers est surtout connu pour être le constructeur employé par Augustus Pugin pour réaliser la majorité de ses conceptions. L'un des premiers bâtiments à être érigé dans le nouveau camp, le Pavillon est enregistré comme ayant une « charpente élégante, ressemblant étrangement à celle d'un Scandinave du XXe siècle et constituant un témoignage impressionnant de la modernité du prince Albert ». Victoria et Albert séjournent souvent au Pavillon, lorsqu'ils assistent aux revues de l’armée dans la proche Long Valley.

## Style
Le 16 juin 1855, la reine Victoria effectue sa première visite au Pavillon royal et, après avoir inspecté le camp, prend des rafraîchissements en son sein. Son premier séjour a lieu en 1856, à l'occasion de l'inspection des 14 000 soldats à Aldershot. La reine Victoria « était ravie de sa simplicité, des vues charmantes depuis ses fenêtres et de son isolement » et elle peint certaines de ces vues lors de ses visites à Aldershot. Cependant, un rédacteur de The Illustrated London News est moins enthousiaste, décrivant le Pavillon comme étant « trois côté d'un carré, chauve, froid et d'une laideur extrême. L'ensemble du Pavillon est entièrement construit en bois, pas une seule brique n'a été utilisée dans sa construction ».
Les murs en bois de pin sont peints en blanc et les volets de chaque côté de chaque fenêtre sont peints en vert. Les murs intérieurs et les plafonds du Pavillon sont faits de toile tendue sur un cadre en bois et recouverts de papier. Le bâtiment comprend une salle de petit-déjeuner, un salon, une grande salle à manger et un bureau pour le prince Albert. Il y a également quatre grandes chambres à coucher, une pour Albert et Victoria et deux autres pour des invités importants.
La terrasse comprend un petit étang artificiel avec des poissons rouges. À proximité, dans un bâtiment détaché à l'arrière du Pavillon sur un niveau inférieur, se trouvent une écurie pour quarante chevaux, la cuisine et les quartiers des domestiques. Les cuisines sont reliées au Pavillon par un passage souterrain avec un toit en verre à mi-chemin de sa longueur.